# Asthenodipsas lasgalenensis
Asthenodipsas lasgalenensis — вид неотруйної змії родини Pareatidae.

## Назва
Вид названий на честь Еріна Ласгалена, ельфа, що мешкав у Лихому Лісі у Середзем'ї у творах Толкієна. Названий так тому, що типове місцезнаходження виду по опису схоже на Лихий ліс Толкієна.

## Опис
Ця змія сягас завдовжки 77 см. Забарвлення темно-коричневого кольору на спині, з білим черевом і дрібними темними плямами з боків. Голова  темно-червона, очі червоно-оранжевого кольору. Новонароджена олодь має помаранчеве забарвлення.

## Розповсюдження
Змія є ендеміком султанату Перак у Малайзії.